# (3250) Martebo
(3250) Martebo ist ein Asteroid des äußeren Hauptgürtels, der am 18. Februar 1977 vom schwedischen Astronomen Claes-Ingvar Lagerkvist am Observatorium Kvistaberg in der Gemeinde Upplands-Bro in der Provinz Stockholms län in Schweden (IAU-Code 049) entdeckt wurde. Er gehört zur Eos-Familie, einer Gruppe von Asteroiden, die nach (221) Eos benannt ist.

## Benennung
(3250) Martebo wurde nach dem Dorf Martebo auf der schwedischen Insel Gotland benannt, in dem der Entdecker Claes-Ingvar Lagerkvist seine Sommerferien verbrachte.